# Myrmeleon simplicissimus
Myrmeleon simplicissimus är en insektsart som beskrevs av Gerstaecker 1885. Myrmeleon simplicissimus ingår i släktet Myrmeleon och familjen myrlejonsländor. Inga underarter finns listade i Catalogue of Life.